# Concesio
Concesio ist eine  italienische Gemeinde (comune) mit 15.661 Einwohnern (Stand 31. Dezember 2023) in der Provinz Brescia in der Lombardei. Die Gemeinde liegt etwa 7 Kilometer nördlich von Brescia am Fuß des Monte Spina im Val Trompia, durch das die Mella fließt.
Die Taufkirche Sant’Antonino Martire von Papst Paul VI. liegt in der Fraktion Pieve.

## Persönlichkeiten
- Giuseppe Zola (* 16. Mai 1789 in Concesio; † 19. Januar 1831 in Lugano (Selbstmord)), Lehrer, Botaniker[2]
- Giovanni Battista Montini (1897–1978), als Paul VI. Papst von 1963 bis 1978